# Moala crassus
Moala crassus är en skalbaggsart som beskrevs av Dillon 1952. Moala crassus ingår i släktet Moala och familjen långhorningar.
Artens utbredningsområde är Fiji. Inga underarter finns listade i Catalogue of Life.